# Kanow-Mühle

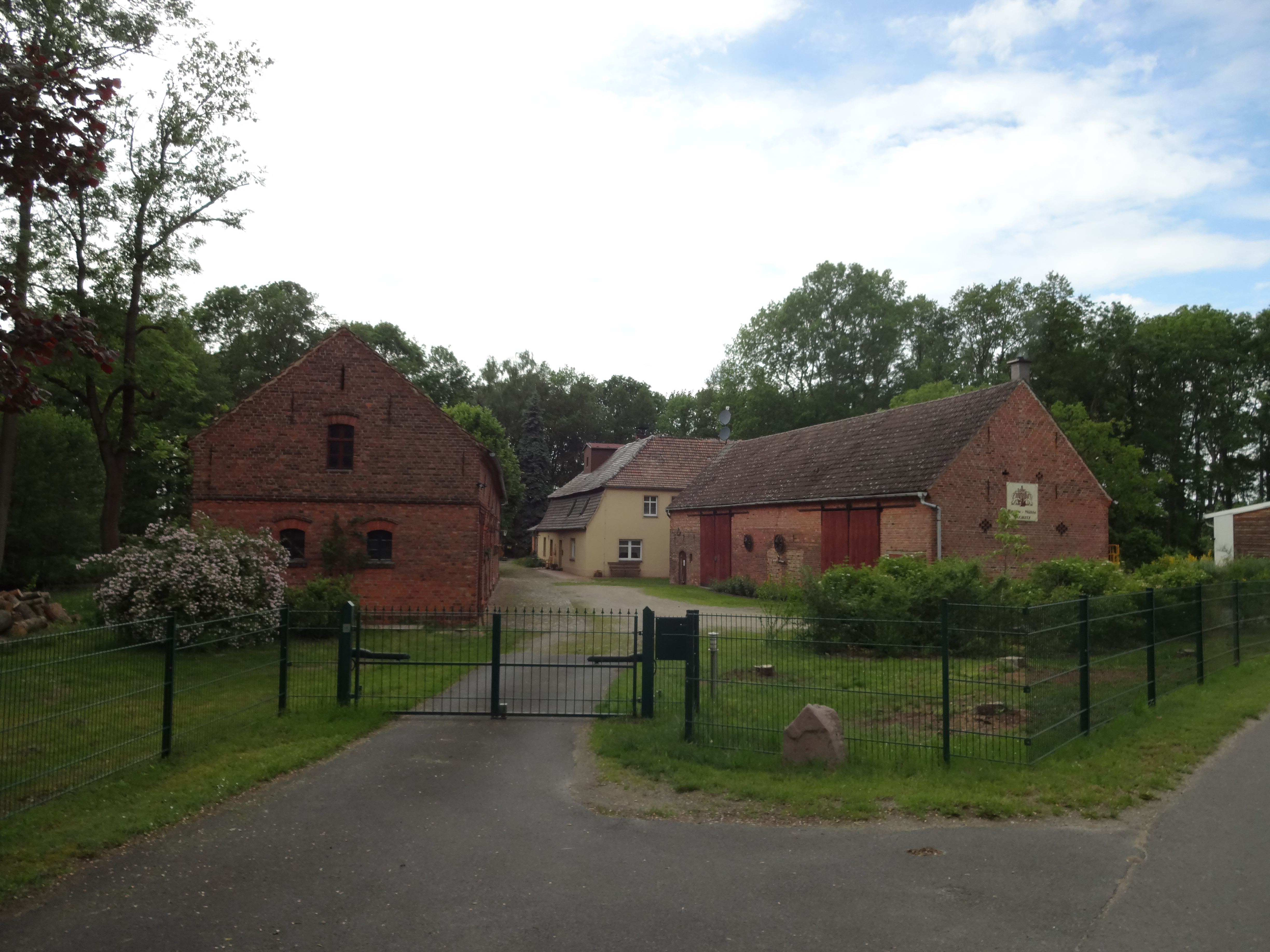
Kanow-Mühle bei Sagritz

Die Kanow-Mühle ist eine Ölmühle bei Sagritz im Ortsteil Zützen der Stadt Golßen im Landkreis Dahme-Spreewald (Brandenburg), in der mit historischer Mühlentechnik verschiedene Öle produziert werden. Die Mühle ist eine der 18 historischen Wassermühlen an der Dahme. Eine erste Nennung der Sagritzer Mühle ist für 1527 dokumentiert.

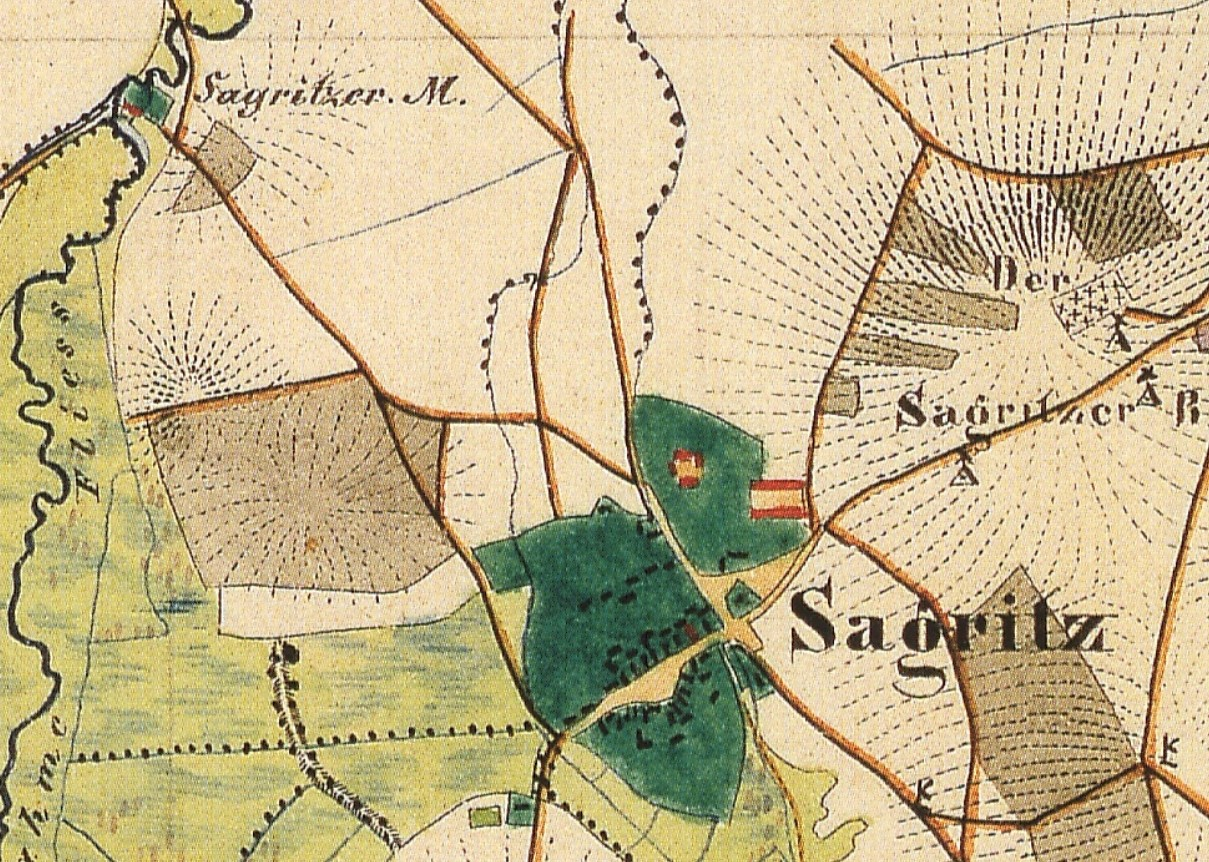
Sagritz und die Kanow-Mühle (= Sagritzer Mühle), Ausschnitt aus dem Urmesstischblatt 4047 Golßen von 1847

## Lage
Die Kanow-Mühle liegt ca. 1,25 Kilometer nordwestlich der Dorfaue von Sagritz in Fortsetzung der Straße am Fließ. Die kleine Straße führt weiter zum Wohnplatz Am Utzenteich der Stadt Golßen und von dort weiter nach Golßen. Der Wohnplatz liegt auf etwa 59 m ü. NHN. Die Kanow-Mühle darf nicht mit der Kannomühle bei Alt Zauche verwechselt werden.

## Geschichte
Die Kanow-Mühle wurde 1527 erstmals in einer Urkunde genannt. Der Name Kanow-Mühle ist allerdings neueren Datums und stammt vom Besitzer Karl Christian Kanow aus dem Spreewald, der die Mühle 1815 erwarb. Es ist denkbar, dass er von der Kannomühle bei Alt Zauche stammte; diese Mühle gehörte damals einer Familie Kano(w).
Am 17. Oktober 1527 wurden die Brüder und Vettern Ulrich, Veit, Adam und Otto von Schlieben auf Baruth vom damaligen Landvogt der Niederlausitz Heinrich Tunkel von Bernitzko mit ihren Lehngütern neu belehnt, u. a. mit 14 Sagritzer Bauern (das heißt mit den Abgaben dieser Bauern), der Sagritzer Mühle und dem Ober- und Niedergericht in Sagritz. Es handelte sich um eine Wiederbelehnung nach dem Tod des böhmisch-ungarischen Königs Ludwig II. in der Schlacht bei Mohács (1526) und dem Regierungsantritt des neuen böhmischen Königs Ferdinand I., der später auch römisch-deutscher Kaiser wurde. Das heißt, dass die Brüder und Vettern von Schlieben schon vorher im Besitz von Sagritz und der Sagritzer Mühle waren. Eine erneute Belehnung u. a. mit 14 Sagritzer Bauern, der Sagritzer Mühle und dem Ober- und Niedergericht in Sagritz erhielten die Vettern Veit, Otto, Jacob, Eustachius und Adam von Schlieben zu Baruth (nach dem Tod der Väter und Veit nach dem Tod des Bruders Otto) durch Heinrich Tunkel von Bernitzko am 24. August 1538. Danach verliert sich zunächst die Spur der Sagritzer Mühle.
1747 verklagte der damalige Müller der Kanow-Mühle Johann Christoph Neumann den Gutsherrn Heinrich Siegfried von Stutterheim wegen Zuschützung der Mühle, Viehaustreibens und Fischen. Im Schmettauschen Kartenwerk von 1767/87 erscheint die Mühle merkwürdigerweise unter dem Namen Feder-Mühle. 1802 hatte der damalige Wuschackmüller Johann Just Neumann Streit mit dem damaligen Ortsherrn Christoph Friedrich Ferdinand Sydow, der ihm den Freischütz heraus genommen hatte. 1815 wurde die Mühle von Karl Christian Kanow aus dem Spreewald erworben. Dort gab es nordöstlich von Burg eine weitere Wassermühle, die im 19. Jahrhundert den Namen Kanow-Mühle (heute Kannomühle) trug.
Die Topographisch-statistische Uebersicht des Regierungsbezirks Frankfurth a. d. O. von 1820 listet die Wassermühle dann unter dem Namen Wuschakmühle. Die Wassermühle an der Dahme hatte damals 6 Bewohner. Dieses Werk verzeichnet außerdem die Sagritzer Mühlen, eine unbewohnte Wassermühle und eine unbewohnte Windmühle. Über die Lage dieser Mühlen, vor allem dieser zweiten Wassermühle kann nur spekuliert werden. Im Urmesstischblatt 4047 Golßen von 1847 ist die heutige Kanow-Mühle dagegen als Sagritzer Mühle eingezeichnet. Auf dem Sagritzer Berg östlich von Sagritz standen zudem drei Windmühlen (aber keine Windmühle bei der Sagritzer Wassermühle, auch ist keine zweite Wassermühle verzeichnet!). Der sorbische Name Wuschak-Mühle soll der kleine Horst im Wiesengrund bedeuten, von sorb. wótšowk, oder der große Hartwald, von sorb. gwózdźak/gózdźak. Der Name Wutscha(c)k-Mühle ist sicher von einem Besitzer namens Wuscha(c)k abgeleitet.
Auch in der Topographisch-statistische(n) Uebersicht des Regierungs-Bezirks Frankfurt a. d. O. von 1844 ist die Wassermühle als Wuschackmühle genannt. Damals wohnten nun 7 Personen in der Mühle. Das Topographisch-statistische Handbuch des Regierungs-Bezirks Frankfurt a. O. von 1867 führt sie ebenfalls als Wutschackmühle auf. Damals wohnten sechs Personen in der Mühle. Auch das Werk Die Gemeinden und Gutsbezirke des Preußischen Staates und ihre Bevölkerung von 1872 führt die Kanow-Mühle noch unter Wuschackmühle oder Wuschagkmühle auf.
Die Topographische Karte 1:25.000 (Blatt 4047 Golßen) von 1905 nennt sie nun Kano-Mühle. Ernst Mucke bezeichnete sie 1918 als Kano- oder Kanonen-Mühle. Wann der Wechsel in der Benennung genau stattgefunden hat, ließ sich bisher noch nicht ermitteln. Die Kunstdenkmäler des Kreises Luckau von 1917 führen die Mühle nun erstmals unter der heute gebräuchlichen Schreibweise als Kanowmühle auf.
Die Mühle blieb seit dem Erwerb durch Karl Christian Kanow in Familienbesitz. 1925 wurde die Mühle modernisiert und das Wasserrad durch eine Francis-Turbine ersetzt. 1935/38 hieß der Besitz Edmund Kretschmann. 1953 wurde die Anlage elektrifiziert, und seither konnte die Turbine auch elektrisch betrieben werden. Alle historischen Geräte zur Mehl- und Schrotproduktion sind im alten Mühlengebäude noch vorhanden und können im Rahmen von Führungen besichtigt werden.
2014 wurde ein Erweiterungsbau erstellt, in dem mit nachgebauter, historischer Mühlentechnik verschiedene Öle (vor allem Leinöl) fast täglich frisch gepresst werden. Angeschlossen ist heute ein Hofladen.